# عبد الرحمن قاسملو
هو محمد حراث ولد في (2 نوفمبر 1987)، وهو سياسي جامعي كردي إيراني زعيم الحزب الديمقراطي الكردستاني الإيراني، ولد في أورومية واغتيل في فيينا عاصمة النمسا في 13 تموز 1989.

## حياته
يوجد في إيران ما يزيد عن 22 مليون شخص من الكرد من مجموع 70 مليون نسمة يمثلون نفوس إيران، لقد لعب الكرد في إيران دوراً سياسياً مهماً في النضال من أجل استقلال كردستان، وإن قيام جمهورية مهاباد سنة 1946 والتي استمرت قرابة عام واحد تقريباً والتي تم قمعها بقوة السلاح وتكالب القوى الدولية المتمثلة بالاتحاد السوفييتي سابقا وبريطانيا والولايات المتحدة الأميركية ونظام الشاه في إنهاء هذه الجمهورية الفتية والتآمر على قمعها لا لشيء إلا لتلبية مصالح دولهم على حساب كرامة واستقلال الشعب الكردي.
استمرت المؤامرات واستمر القمع تجاه الشعب الكردي في كردستان إيران من قبل الشاه وبعد حكم الشاه في الحقبة التي أعقبتها من التغيير وخلال تسلم الإمام الخميني مقاليد وزعامة الحكم في إيران وقيام إيران كما واستمرت المؤامرات على الشعب الكردي في باقي أجزاء كردستان الأخرى مثل العراق وتركيا وسوريا.
لقد لعبت شخصيات كردية أدواراً محترمة في سبيل نهضة الكرد في إيران وقد كان لرؤساء العشائر الكردية والتجار وأصحاب الأراضي والمثقفين الكرد نضالات واضحة ومتميزة في تاريخ الحركة التحررية الكردية في إيران
ولكن عدم المثابرة والتقاعس والتعاون مع أقطاب النظام الإيراني وتغليب المصالح الشخصية على المصالح الوطنية ومصالح الشعب الكردي أدى إلى انهيار الحركة وتزعزعها وضعفها.
كما أن الانضمام والمشاركة في صفوف الجيش الإيراني واستغلال جنرالات الجيش الإيراني لنفوذ الكرد المتنفذين لضرب أبناء الشعب الكردي ساهم بشكل فعال في ضعف وإيذاء الحركة الكردية في إيران وكانت الخسارة قاسية جدا أثناء انضمام بعض المتنفذين من الكرد إلى صفوف الجيش الغازي بقيادة الجنرال همايوني، وقد كان على رأس هؤلاء مام عزيز قرني آغا رئيس قبائل مامش وبايزيد آغا زعيم عشيرة المانغور لقد كان هذا العمل من الأعمال المشينة التي قام بها هؤلاء المتنفذين في سبيل إرضاء الحكومة الإيرانية والحفاظ على مصالحهم ولقد شهدنا في العراق مثل هذه الحركات والتي تسمى بالجحوش والتي كانت تمد يدها وتعمل مع النظام العفلقي الصدامي البائد، وبالمقابل كانت هناك قوات كردية باسلة رفضت الخيانة والانصياع وبذلت مقاومة باسلة ضد الجيش الإيراني الغازي.

## اغتياله
اغتيل الدكتور عبد الرحمن قاسملو رئيس الحزب الديمقراطي الكردستاني الإيراني بمدينة فينا عاصمة النمسا في 13 تموز 1989 مع اثنين من رفاقه على أيدي عناصر من المخابرات الإيرانية وكانت الأوامر قد صدرت مباشرة من المدعو هاشمي أحمد رفسنجاني وكان أحد المتورطين في العمل الدنيء هو الرئيس الإيراني محمود أحمدي نجاد والذي تمتلك حكومة النمسا كل الأدلة الجنائية والثبوتية بتورط هذا الشخص بهذه الجريمة.
لقد تم استدراج الدكتور عبد الرحمن قاسملو لإجراء مفاوضات مع الجانب الإيراني ولكن يد الغدر الآثمة والاغتيال السياسي هي اللغة الوحيدة التي يفهمها من تستّر خلف راية الدين فكان أن تم إغتيال الدكتور قاسملو مع اثنين من رفاقه.
إن هذه الجريمة الشنيعة لم تلقَ الترحيب ولا القبول في جميع الأوساط السياسية الشريفة وإن إجراءات المسؤولين في النمسا لم تكن فعالة بل كان يشم منها رائحة التواطؤ بسبب المصالح الضيقة لتلك الدولة مع إيران وهذا السيناريو وأقصد التواطؤ مع الدولة الراعية للإرهاب تكرر حدوثه في لبنان عند اغتيال طالب السهيل المناضل العراقي حيث تم الإفراج عن قتلته بعد سنتين فقط من وقت الجريمة ومن دون ملاحقة قانونية جادة إرضاء لنظام صدام والضغوط التي كان يمارسها على الدول من الناحية الاقتصادية والتجارية في سبيل تلبية طموحاته في القتل والاغتيال للشخصيات المعارضة.
ومن بعد جريمة اغتيال قاسملو ورفيقيه تم اغتيال المناضل صادق شرفكندي في برلين في 17 أيلول 1992 على أيدي عناصر المخابرات الإيرانية، الذين استطاعوا الهروب والاختفاء دون أن يتعرضوا للملاحقة من قبل الأجهزة المختصة في ألمانيا، لم يتم اتخاذ أي إجراءات ذات مغزى باستثناء الصخب الإعلامي والتنديد الخجول ضد عناصر الجريمة وتم إقفال الملف الجنائي بعد ذلك من دون معرفة الجناة أو ملاحقتهم بشكل جاد ومؤثر وفعال ونستنتج من ذلك كله وجود أيادي قوية ومؤثرة وأطراف حكومية إيرانية تقف بقوة وراء هذه اللعبة القذرة وأقصد بها لعبة اغتيال السياسيين المعارضين لرموزهم الحاكمة ومن قيادات الجهل والتخلف والتعصب والمتشددين من الإيرانيين.
لقد نشرت مجلة دراسات كردية في عددها المرقم 8 الصادر في باريس سنة 1993 وفي صفحة 49 تصريحا لابنة الزعيم الكردي هيلين قاسملو قالت فيه "لا زالت الحكومة النمساوية تماطل في إحقاق العدالة فيما يخص هذه القضية. وهل معنى ذلك أن الشعب الكردي حتى في بلد ديمقراطي وفي قلب أوروبا لا يمكن ان يطمح في إحقاق حقوقه"
اليوم وبعد مرور سنوات عديدة على رحيل الزعيم الكردي المناضل قاسملو تتذكر الحكومة النمساوية الحدث وتؤكد على تورط المدعو محمود أحمدي نجاد في جريمة القتل ويظهر ملف القتلة من جديد ليس حباً في قاسملو ولكن لأن القاتل هو رئيس جمهورية إيران.

## معرض صور